# José Athias
José Athias (em hebraico: יוסף אטיאס; Córdova, c. 1635 — Amsterdã, 12 de maio de 1700) foi um rabino e editor da Bíblia hebraica.

## Biografia
Nascido na Espanha, provavelmente em Córdova, no início do século XVII, estabeleceu-se em Amsterdã. Em 1661 e 1667 publicou duas edições da Bíblia hebraica. Embora cuidadosamente impressas, elas contêm uma série de erros nas marcas vocálicas e nos acentos. Mas, como elas foram baseadas em edições anteriores, comparadas com os melhores manuscritos, elas serviram de base para todas as edições subsequentes.
As abundantes notas adicionadas nas margens por Johann Leusden, professor em Utrecht, são de pouco valor. A edição de 1667 foi fortemente contestada pelo protestante Samuel Maresius; Athias respondeu às acusações em um trabalho cujo título começa assim: Caecus de coloribus.
Publicou também, algumas outras obras de importância, como a Tikkun Sepher Torah, ou a Ordem do Livro da Lei, e uma tradução iídiche da Bíblia. Esta última envolveu Athias em uma rivalidade com o editor Uri Phoebus Halevi em Amsterdã.